# Juliana Fariña
Juliana Fariña González (Badajoz, 1946-Madrid, 29 de junio de 2020), fue una médica española, catedrática de la Facultad de Medicina de la Universidad Complutense de Madrid y jefa de servicio de Anatomía Patológica del Hospital Clínico San Carlos. Fue presidenta del Ilustre Colegio Oficial de Médicos de Madrid durante doce años, entre 2000 y 2012.

## Biografía
Nació en Badajoz. Estuvo casada y tuvo dos hijos.

### Carrera médica
Fue licenciada en Medicina y Cirugía por la Universidad Complutense de Madrid, con el Premio Nacional de Licenciados Becarios, y doctorada por la Universidad Complutense de Madrid en 1975 con la tesis: Neumonitis experimental postirradiación en la rata Wistar. Especialista en Anatomía Patológica. Catedrática-Jefe del servicio de Anatomía Patológica del Hospital Clínico San Carlos desde 1983. Miembro correspondiente por concurso de Méritos de la Real Academia Nacional de Medicina (1998). Además dirigió 34 tesis, tres de ellas con premio extraordinario.
Fue la primera mujer catedrática de medicina en España (a los 37 años de edad), la primera mujer presidenta de un colegio de médicos en España (el de Madrid) y la primera mujer en ocupar sitio en la Organización Médica Colegial de España (OMC), razones por las cuales ganó, entre otros, el Premio a la Excelencia de la Federación de Mujeres Directivas, Profesionales y Empresarias (FEDEPE).

## Aportes científicos
Dentro de su especialidad médica, desarrolló la ecopsia (echopsy), que es una forma de autopsia mediante ecografía del cadáver, para obtener material de todos los órganos y lesiones observadas, y analizarlas con microscopio (estudio histológico). Por esta nueva técnica fue invitada como conferenciante a distintos congresos y cursos por todo el mundo (Alemania, Brasil, Chile, Cuba, Dinamarca, Ecuador, España, Francia, Holanda y Portugal).
Describió un nuevo tipo de alteración morfológica pulmonar en diabéticos. Y desarrolló una prueba para demostrar en cadáver intacto si está infectado por VIH.

## Obras
Publicó unos 130 artículos científicos y varios libros :
- Fariña J, et col. Tratado de Anatomía Patológica. Barcelona: Masson-Salvat; 1990. 1.237 páginas. ISBN 84-345-2953X
- Fariña J, et col. Citopatología respiratoria y pleural. Madrid: Ed. Panamericana; 1996. 193 pág. ISBN 84-7903-222-7
- Lacruz Pelea C, Fariña González J. Citología ginecológica. De Papanicolau a Bethesda. Madrid: Ed. Complutense; 2003. 206 pág. ISBN 84-7491-717-4
- Coordinadora y directora de la traducción al español desde el inglés del libro de histología Burkitt HV, Young B, Heath JW. WHEATER, Histología funcional. Texto y atlas en color (3ª ed). Edit Churchill Livingstone; 1993. 406 páginas. ISBN 84-205-2308-9
- Amaral-Mendes JJ, Pluygers E, Fariña J. Environmental health and ecotoxicology an indispensable link. In: Rapport DJ, Gaudet C, Calow P (eds). Evaluating and Monitoring the Health of Large-Scale Ecosystems. Heidelberg: Springer-Verlag; 1995.
- Fariña J. Homenaje del Ilustre Colegio Oficial de Médicos a Santiago Ramón y Cajal, en el 150 aniversario de su nacimiento. Madrid: ICOMEN; 2004. 315 pág.
- Fariña J. Agresiones a los médicos: causas y cómo evitarlas. Euromedice; 2007. ISBN 9788496727229